# 愛你一萬年 (電影)
《愛你一萬年》，浪漫愛情喜劇電影，由日籍導演北村豐晴執導，周渝民和加藤侑紀主演，2010年8月6日在臺灣上映。

## 劇情提要
九十天倒數計時的愛情合約，讓仔仔與加藤侑紀掀開一場及時行樂、又依依不捨的驚奇戀旅。 
樂團主唱奇峰（周渝民飾）感情際遇傷痕累累，每段戀情都維持不超過三個月，巧遇自日本來臺學國語、為期也是三個月的橘子（加藤侑紀飾），兩人不打不相識，乾脆來場保鮮期90天的愛情合約，「以分手為前提的戀愛!?」這樣算前衛還是XX？不論如何，當文化背景南轅北轍的兩人一發不可收拾燃起愛火，區區90天真能套得住他們嗎？ 
本片為導演北村豐晴第一部劇情長片，來自日本的他，將來臺十三年印象深刻的文化見聞，集其大成，鋪陳出戲中精彩的搞笑橋段。 
敬業的仔仔，亦樂於嘗試穿扮粉紅西裝邊彈邊唱的臺客演出，出色的表現，連閱「星」無數的監製焦雄屏都忍不住稱讚：「他就是梁朝偉的接班人！」至於女主角加藤侑紀，是日本試鏡脫穎而出的廣告明星，具有相當的知名度。 
《愛你一萬年》主要景點在臺中市，影迷拱星之餘，亦有幸一睹「臺中孔廟」、「臺中國際機場」、「大肚山」、「彩繪眷村」、「臺中創意園區」的人文采風。

## 演員
| 演員       | 角色           | 備註                                         |
| ---------- | -------------- | -------------------------------------------- |
| 周渝民     | 吳奇峰         | 臺客搖滾歌手。「猴子電童」樂團主唱兼吉他手。 |
| 加藤侑紀   | 櫻田橘子       | 外派到臺灣學習中文的日本女生。               |
| 王月       | 田紅老師       | 語言中心中文老師。                           |
| 納豆       | Judy姊         | 房東。                                       |
| 三村恭代   | 太田佑子       | 橘子的手帕交。                               |
| 黃镫輝     | 大豆           | 「猴子電童」樂團電吉他手。                   |
| 李伯恩     | 小基           | 「猴子電童」樂團鼓手。                       |
| 洛可杉     | 阿演           | 「猴子電童」樂團貝斯手。                     |
| 朱蕾安     | 小熊           | 橘子、佑子的華語翻譯。                       |
| 魏蔓       | Vivian         | 吳奇峰的前女友。                             |
| 浩子       |                | 吳奇峰的朋友                                 |
| 阿翔       |                | 吳奇峰的朋友                                 |
| 郝蕾       |                | 飲料店老闆                                   |
| 紅萬子     | 橘子媽         |                                              |
| 鍋島浩     | 橘子爸         |                                              |
| 陳炳臣     | Vivian父       |                                              |
| 王惠淑     | Vivian母       |                                              |
| 壯壯       | 電視主持人     |                                              |
| 蔭山征彥   | 民夫           |                                              |
| Dennis     | 廣播DJ         |                                              |
| 蔡小彬     | 啤酒街表演樂團 | 替代役樂團                                   |
| 歐陽賢     | 啤酒街表演樂團 | 替代役樂團                                   |
| 老諾       | Live House老闆 |                                              |
| 大西由希也 | 雪屋           | 導遊                                         |

## 電影音樂
|   | 歌曲                 | 附註                                               |
| - | -------------------- | -------------------------------------------------- |
| 1 | 愛你一萬年           | 詞：林莉，曲：大野克夫，編曲：林邁可，演唱：周渝民 |
| 2 | 我在想你的時候睡著了 | 詞：張國璽，曲：張國璽，編曲：林邁可，演唱：周渝民 |
| 3 | 嘿咻舞               | 演唱：大西征也 Yukiya                              |
| 4 | 愛你不知痛           | 演唱：吳小宣                                       |

- 電影原聲帶（2010年8月6日發行）
  - 曲目：

1. 愛你一萬年（周渝民）
2. 我在想你的時候睡著了（周渝民）
3. 嘿咻舞音頭（大西征也 YUKIYA）
4. 愛你不知痛（吳小宣）
5. 歐噴你一萬年
6. Running Away愛情逃生
7. Daughter's Fighting父親的決心
8. Papago趴趴走跳
9. Bus Driver Blues藍調巴士
10. Kissing and Leaving 吻。再見
11. 心弦眠眠
12. 情愛一萬年

## 電影宣傳
- 2010/07/26 大學生了沒 36臺晚間11點（北村豐晴、周渝民、加藤侑紀、魏蔓）
- 2010/07/31 娛樂@亞洲 東風37臺晚間9點（周渝民、加藤侑紀）
- 2010/08/07 娛樂@亞洲 東風37臺晚間9點（周渝民、加藤侑紀）

## 票房记录
- 《愛你一萬年》8月6日首映，开映首周臺北周末票房新臺幣80萬，全臺票房150萬新臺币[2]。
- 在暑期大片紛紛登場，第2週場次大幅縮水的狀况下，憑藉網友好口碑，第2週全臺票房破新臺幣500萬元[3]。
- 爆笑和感動兼備，好口碑在網路持續發酵。至第3週末，臺北票房達358萬，全臺則賣破700萬票房。
- 至9月30日，國片「愛你一萬年」的全臺票房破1千萬元，該片在強片包圍下，持續熱映55天締造千萬票房，靠看過的觀眾傳遞好口碑，在暑期檔國片中脫穎而出[4]，是2010年臺灣暑期檔最賣座的華語愛情電影。[5]在2010年全臺國片票房排行榜中位居第五名。

## 周邊商品
- 愛你一萬年電影小說，簡士耕著，蓋亞文化，2010年7月28日出版。
- 愛你一萬年電影寫真，鼎立娛樂有限公司著，布克文化，2010年8月5日出版。
- 愛你一萬年電影原聲帶，滾石製作發行，2010年8月6日發行。
- 愛你一萬年電影DVD，2011年3月10日發行。

## 大事記
- 2008年9月8日 入選九十七年度（2008）國產電影長片輔導金700萬[6]。
- 2009年11月 電影開拍。
- 2009年12月19日 日本外景拍攝[7]。
- 2009年12月22日 98年度臺中市政府補助影視業者拍片結果出爐，「愛你一萬年」入選補助250萬元[8]。
- 2009年12月 殺青。
- 2010年5月5日 製片焦雄屏、導演北村豐晴出席行政院新聞局「2010坎城影展暨電影市場展行前記者會」。
- 2010年5月 製片焦雄屏携「愛你一萬年」參加坎城電影市場展。
- 2010年5月17日 「愛你一萬年」官網成立，首部預告片花公開。
- 2010年7月27日 電影《愛你一萬年》在信義威秀舉辦媒體試片會。
- 2010年8月6日 臺灣地區首映。[9]
- 2010年10日2日 臺灣地區首輪上映結束。
- 2011年3月5日 「愛你一萬年」入圍2011年3月5日至13日間在日本大阪舉行的第6屆2011年大阪亞洲電影節（Osaka Asian Film Festival）參賽片。[10]

## 外景地

### 臺中市
- 彩繪村：臺中市春安街。奇峰和女友談分手的地方。
- 孔廟：臺中市雙十路二段30號。語文中心。
- 啤酒街：烏日啤酒廠，烏日鄉光華路1號。奇峰和橘子初相遇的地方。
- 浮現空間（老諾）PUB：臺中縣龍井鄉新興路55巷12號。奇峰團練、演唱的地方。
- 臺中創意園區：臺中市復興路三段362號。橘子主辦期末聯歡晚會的地方。
- 好望國民小學餐館：臺中市忠誠街93號。慶祝兩人交往一個月的地方。
- 大肚山
- 臺中國際機場

此外，臺中市政府也給予該片250萬元輔導金及拍攝支援。

### 臺北市
- 瑩瑋藝術翡翠博物館：臺北市中山區建國北路一段96號一樓。奇峰和橘子情感轉變發生的地方。
- 三級古蹟「義芳居」：臺北市基隆路三段。

### 日本
- 大津市

### 中國
- 上海市

## 節目的變遷
| 臺灣公視HiHD高畫質頻道 星期六 10:00 - 12:00（臺北時間） | 臺灣公視HiHD高畫質頻道 星期六 10:00 - 12:00（臺北時間） | 臺灣公視HiHD高畫質頻道 星期六 10:00 - 12:00（臺北時間） |
| ------------------------------------------------------- | ------------------------------------------------------- | ------------------------------------------------------- |
|                                                         | 愛你一萬年 （2012.9.22）                                |                                                         |
| 初戀風暴                                                | —                                                       |                                                         |

## 外部連結
- 《愛你一萬年》官方部落格 （页面存档备份，存于）
- 《愛你一萬年》的Facebook專頁
- 愛你一萬年 (arclight2010)的Plurk專頁
- 吉光電影有限公司官方網站
- 鼎立娛樂有限公司官方網站
- Yahoo奇摩電影上《愛你一萬年》的資料（繁體中文）
- MSN娛樂上《愛你一萬年》的資料（繁體中文）

- 開眼電影網上《愛你一萬年》的資料（繁體中文）
- 豆瓣电影上《愛你一萬年》的資料 （简体中文）
- 时光网上《愛你一萬年》的資料（简体中文）
- AllMovie上《愛你一萬年》的资料（英文）
- 香港影庫上《愛你一萬年》的資料（繁體中文）
- 互联网电影数据库（IMDb）上《愛你一萬年》的资料（英文）